# Panagiota Karagkouni
Panagiota „Peny“ Karagkouni (griechisch Παναγιώτα Καραγκούνη, * 7. Januar 1993 in Marousi) ist eine griechische Volleyball- und ehemalige  Beachvolleyballspielerin. Sie wurde Meisterin ihres Heimatlandes in der Halle und mehrfach im Sand.

## Karriere

### Karriere Halle
Karagkouni spielte in der Halle von 2008 bis 2013 bei Iraklis Kiffisia auf der Position der Außenangreiferin. Darüber hinaus war sie für verschiedene Nationalteams ihres Heimatlandes aktiv. 2009 unterstützte sie die U18 bei der Qualifikation und der Endrunde der Europameisterschaft. Ein Jahr später gehörte sie sowohl zum Kader der U20 als auch der A–Nationalmannschaft, die in der European League den siebten Rang belegte. 2011 scheiterte sie mit der Landesauswahl knapp bei der Qualifikation zur EM, während sie eine Saison später mit der Mannschaft in der Europaliga den zehnten Platz von zwölf Teilnehmern erreichte. Mit dem Verein stand anschließend die beste Platzierung zu Buche. Nach zwei sechsten, einem neunten und einem vierten Platz in den vorigen Spielzeiten wurde der Sportclub aus dem Vorort der Hauptstadt 2013 Dritter in der Liga und zog in die Vorschlussrunde des griechischen Pokals ein.
Nach einem Jahr Pause und einem einjährigen Engagement bei GS Kerateas verabschiedete sich die Außenangreiferin drei weitere Jahre vom Sport in der Halle. In der Saison 2019/20 wurde sie mit AEK Athen Erste in der zweiten griechischen Liga. Zwei Jahre später gelang ihr ihr größter Erfolg im Spiel sechs gegen sechs. Mit Panathinaikos Athen gewann sie das Double aus Meisterschaft und Pokal. Seit 2023 steht sie für Melissiakos AO auf dem Spielfeld. Zwei regionale Titel waren bisher der Lohn für ihr Engagement.

### Karriere Beach
2013 bildete die in Attika geborene Sportler ein Beach-Duo mit der zweifachen Europameisterin Vasiliki Arvaniti und wurde mit ihr gleich griechische Meisterin. Beim Masters in Baden und beim Grand Slam in Den Haag spielte sie ihre ersten internationalen Turniere. Bei der WM in Stare Jabłonki schieden Arvaniti/Karagkouni trotz eines Sieges über die Thailänderinnen Radarong/Udomchavee nach der Vorrunde aus. Bei der EM in Klagenfurt belegten sie den fünften Platz, nachdem sie im Viertelfinale gegen die Deutschen Holtwick/Semmler verloren hatten.
Ab Juli 2014 bis zum Ende des folgenden Jahres standen Pigi Anna Metheniti und Peny auf der gleichen Seite des Netzes. Heraus sprangen vor allem Siege und weitere Podestplätze bei nationalen Turnieren und CEV Continental Cups. Ab 2016 übernahm dann wieder Arvaniti die Position neben Karagkouni. Wichtigste Resultate waren der erneute griechische Meistertitel und Achtelfinalteilnahmen bei den Majors in Poreč und Klagenfurt. Eine Saison später wurde Karagkouni zum dritten Landesmeisterin, diesmal mit Konstantina Tsopoulou. 2018 reichte es mit Aliki Spiliotopoulou zur erneuten Finalteilnahme. Ab November war Vasiliki Arvaniti wieder für weitere Beachaktivitäten mit Peny bereit. Die beiden gewannen die Winter Edition in Ljubljana und das Zwei-Sterne-Event in Phnom Penh. Sie wurden 2019 ein weiteres Mal griechische Meisterinnen, standen im Viertelfinale des Vier-Sterne-Turniers von Espinho und auf der untersten Stufe des Treppchens bei den Mittelmeerspielen. Zuvor waren sie bei der Europameisterschaft in der Runde der Sechzehn nur knapp in drei Sätzen an den Champions Tina / Anastasija gescheitert. 2021 waren die Griechinnen bei der Landesmeisterschaft erneut die Besten und beendeten nach dem siebzehnten Rang bei der folgenden EM gemeinsam ihre Karriere.